# Kreissparkasse Aue-Schwarzenberg

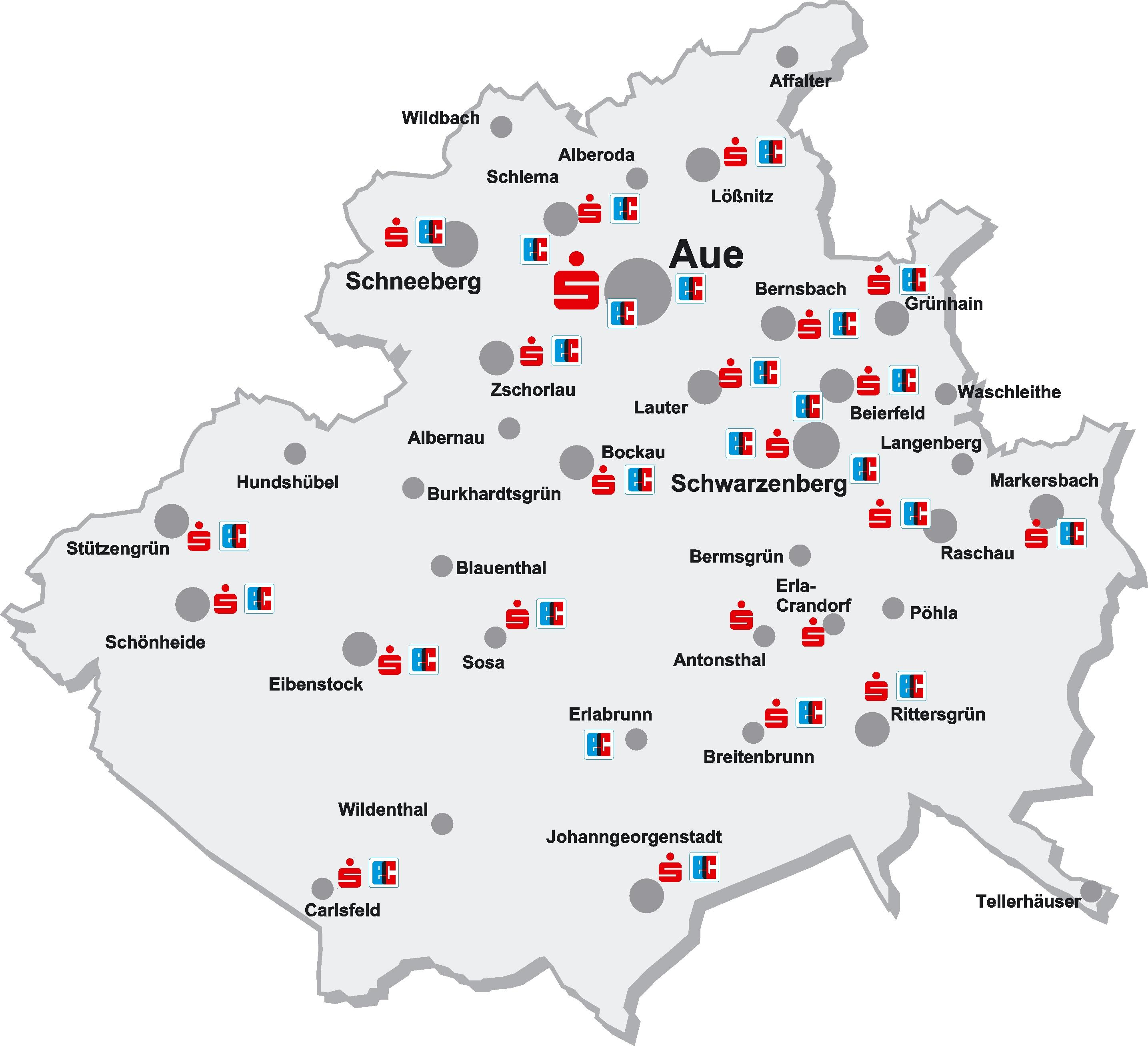
Ehemaliges Geschäftsgebiet der Kreissparkasse Aue-Schwarzenberg

Die Kreissparkasse Aue-Schwarzenberg war eine öffentlich-rechtliche Sparkasse mit Sitz in Aue (Sachsen). Sie ging zum 1. Januar 2012 in der Erzgebirgssparkasse auf.

## Geschichte

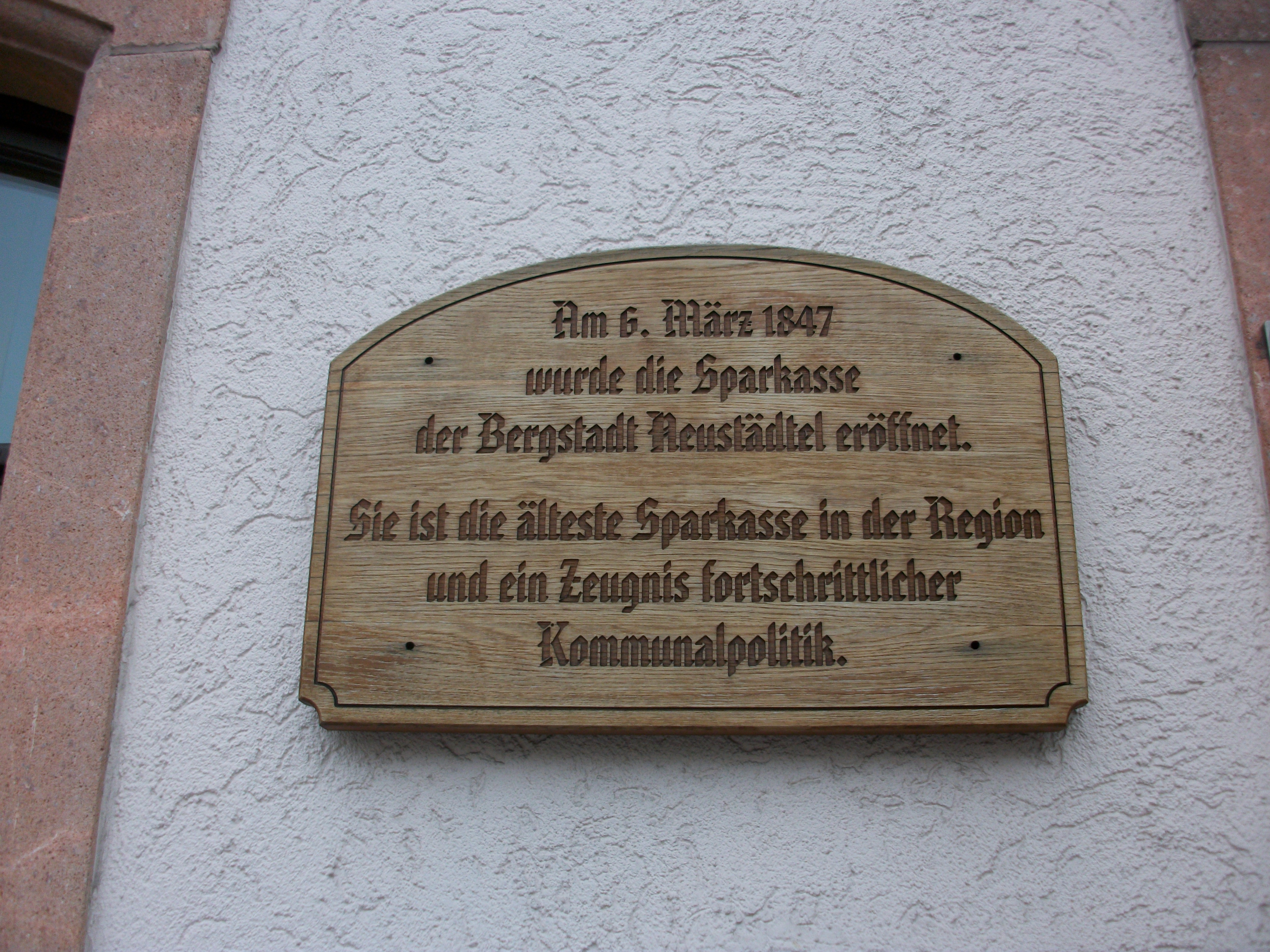
Infotafel an der 1847 eröffneten und 2021 geschlossenen Sparkasse Neustädtel

Als erste von den 27 Sparkassen im Geschäftsgebiet der Kreissparkasse Aue-Schwarzenberg wurde im Jahr 1847 die Stadtsparkasse Neustädtel gegründet. Die Stadtsparkasse Schwarzenberg eröffnete im Jahr 1866 und die Stadtsparkasse Aue nahm im Jahr 1881 ihren Betrieb auf. Sechs Sparkassen aus dem Geschäftsgebiet waren im Jahr 1908 Gründungsmitglieder des Sächsischen Giroverbandes. Im Jahr 1944 wurden auf Weisung der Regierung des Deutschen Reiches die Stadt- und Gemeindesparkassen des Westerzgebirges zur Kreissparkasse Aue-Schwarzenberg zusammengeschlossen. Nach der Bankenschließung in der sowjetischen Besatzungszone vom Mai 1945 kam es im August des gleichen Jahres zur Neugründung der Kreissparkasse Aue-Schwarzenberg mit Sitz in Schwarzenberg.
Zur Landkreisreform im Jahr 1951 wurde die Kreissparkasse Aue-Schwarzenberg getrennt. Nach der politischen Wende in Deutschland wurde im Jahr 1994 infolge der Landkreisreform der Landkreis Aue-Schwarzenberg gebildet und die beiden Sparkassen wieder vereint. Der Hauptsitz befand sich in der Stadt Aue.
Zum 1. Januar 2012 wurden die Sparkasse Mittleres Erzgebirge, die Sparkasse Erzgebirge und die Kreissparkasse Aue-Schwarzenberg zur Erzgebirgssparkasse fusioniert. Mit der Fusion der drei Sparkassen stieg die Bilanzsumme auf insgesamt 4,6 Milliarden Euro. Damit ist die Erzgebirgssparkasse die drittgrößte Sparkasse in Sachsen und die viertgrößte in Ostdeutschland. Die Fusion der drei Sparkassen erfolgte fast vier Jahre nach Bildung des Erzgebirgskreises infolge der Sächsischen Kreisreform 2008.

## Geschäftsgebiet
Das Geschäftsgebiet umfasste den ehemaligen Landkreis Aue-Schwarzenberg im Südwesten des Freistaates Sachsen.

## Organisationsstruktur
Die Kreissparkasse Aue-Schwarzenberg unterlag als Anstalt des öffentlichen Rechts den Rechtsgrundlagen des Sparkassengesetzes (Gesetz über die öffentlich-rechtlichen Kreditinstitute im Freistaat Sachsen und die Sachsen-Finanzgruppe), der Sparkassenverordnung Sachsen, der Satzung der Kreissparkasse Aue-Schwarzenberg sowie der Satzung der Sachsen-Finanzgruppe.
Die Organe der Anstalt waren Vorstand und Verwaltungsrat.
Die Kreissparkasse Aue-Schwarzenberg gehörte zu einhundert Prozent der Sachsen-Finanzgruppe und somit neben sechs weiteren sächsischen Sparkassen den Kapitaleignern der Gruppe: den beteiligten sächsischen Kommunen.
Sie war Mitglied im Ostdeutschen Sparkassenverband und über diesen dem Deutschen Sparkassen- und Giroverband angeschlossen.
Die Kreissparkasse Aue-Schwarzenberg war an folgenden Institutionen beteiligt:
- Ostdeutscher Sparkassenverband
- Beteiligungsgesellschaft der Sparkassen des Freistaates Sachsen mbH
- Hyazinth Grundstücksverwaltungsgesellschaft mbH & Co.
- S-Direkt Marketing GmbH & Co. KG
- Monolith Grundstücksverwaltungsgesellschaft mbH & Co.
- Deutsche Sparkassen Leasing AG & Co. KG
- Sachsen-Finanzgruppe Zahlungsverkehr GmbH & Co. KG
- Sparkassen-Kapitalbeteiligungs-Fonds Erzgebirge GmbH
- Kurgesellschaft Schlema GmbH
- Golfpark Westerzgebirge GmbH + Co. KG

## Geschäftsausrichtung und Geschäftserfolg
Die Kreissparkasse Aue-Schwarzenberg betrieb als Sparkasse das Universalbankgeschäft. Auf dem Gebiet der Privat- und Geschäftskunden hatte sie einen Marktanteil von ca. 70 % in ihrem Geschäftsgebiet. Die Kreissparkasse Aue-Schwarzenberg hatte im Geschäftsjahr 2011 eine Bilanzsumme von 1,464004 Mrd. Euro und verfügte über Spareinlagen von 0,67585 Mrd. Euro. Gemäß der Sparkassenrangliste 2011 lag sie nach Bilanzsumme auf Rang 235. Sie verfügte über 36 Filialen/SB-Standorte und 447 Mitarbeiter.
Im Verbundgeschäft arbeitete das Kreditinstitut u. a. mit der Ostdeutschen Landesbausparkasse (LBS), der DekaBank, der Sparkassen-Versicherung Sachsen und der Deutschen Leasing zusammen.

### Auszeichnungen
- Bank des Jahres 2007: Diese Anerkennung empfing die Sparkasse mit der Auszeichnung beim Großen Preis der Oskar-Patzelt-Stiftung in Berlin.[2]
- VICTOR Wettbewerb: Als erste deutsche Bank erhielt die Sparkasse unter 100 teilnehmenden Finanzunternehmen des deutschsprachigen europäischen Raumes den  Titel als -Innovativste Bank- beim VICTOR Wettbewerb im österreichischen Baden.[3]
- ARC Award für Geschäftsberichte der Mercomm-Academy New York. 2006 erhielt die Kreissparkasse für die Nutzenbilanz -Besser Gesicht zeigen- den ARC Award in Gold.
- DQS-Zertifizierung gem. DIN ISO EN 9001:2008 (Financial Excellence): Die Sparkasse erhält die DQS-Zertifizierung für die optimale Führung von Geschäftsprozessen im Unternehmen.[4]
- European Excellence Awards: Bei den European Excellence Awards 2007 in Berlin gehörte die Nutzenbilanz -Brückenbauer- zu den fünf besten in der Kategorie Geschäftsberichte.[5]
- LACP-Award: Zwei weitere internationale Preise für ihre Nutzenbilanz erhielt die Sparkasse 2007 (Silber) und 2008 (Platin) von der League of American Communications Professionals aus San Diego.[6]

## Gesellschaftliches Engagement
Die Kreissparkasse Aue-Schwarzenberg war der größte nichtstaatliche Förderer der Region. 2010 unterstützte die Sparkasse ca. 300 Initiativen, Vereine und Gruppen in Form von Spenden.

## Stiftungen
Hauptzweck der drei Stiftungen, die im Juni 2003 gegründet wurden, war die Förderung von „Jugend & Sport“, „Kunst & Kultur“, sowie „Umwelt & Soziales“. Das Kapital der Stiftungen betrug jeweils 500.000 Euro.